# John Hastings
John Hastings (ur. 4 listopada 1985 w Sydney) – australijski krykiecista, all-rounder. Praworęczny rzucający w stylu fast i praworęczny odbijający.
Gra w lidze australijskiej w drużynie stanowej Victorii, w 2011 został zakupiony przez zespół Kochi IPL z Indian Premier League. W reprezentacji Australii debiutował w 2010.